# Ballsporthalle Frankfurt am Main
Die Ballsporthalle Frankfurt am Main (durch Sponsoringvertrag offiziell Süwag Energie Arena, Eigenschreibweise: Süwag Energie ARENA) ist eine Mehrzweckhalle im Stadtteil Unterliederbach der hessischen Großstadt Frankfurt am Main. Zwischen 2011 und 2021 trug die Halle den Namen Fraport Arena, nach dem Hauptsponsor der Fraport Skyliners, der Betreibergesellschaft Fraport des Frankfurter Flughafens.

## Geschichte
Die Halle sollte ursprünglich Ballsporthalle Höchst heißen. Die Namensgebung wurde aber wieder verworfen, da sie nicht im Stadtteil Höchst liegt, sondern auf dem Gebiet des Stadtteils Unterliederbach. An der Südseite verläuft die Silostraße, die die Stadtteile Höchst und Zeilsheim verbindet. Im Osten liegt das Gelände des Silobades. In unmittelbarer Nähe steht außerdem die Jahrhunderthalle.
Die Halle wurde 1988 fertiggestellt und bietet seitdem Platz für 5002 Zuschauer. Die Halle verfügt über eine eigenwillige Architektur, denn ihre Ost- und Westseiten sind dem Querschnitt eines Footballs nachempfunden. Auf dem Dach befindet sich eine Photovoltaikanlage mit 800 Modulen. Sie erzeugt etwa 180.000 kWh pro Jahr, was den Strombedarf von ca. 60 privaten Haushalten deckt. Einen Teil des Stroms verkaufen die Betreiber direkt an die Stadt für den Betrieb der Arena.  2021 wurde die Zahl der Module nochmal um 55 % erhöht. Die Arena wird vor allem für Basketball-, Volleyball- und Handballspiele genutzt. Ein großer Schaden entstand 2003 durch einlaufendes Grundwasser.
Am 25. Februar 2012 fand in dieser Halle eine Katastrophenschutzübung statt. Im Szenario der Großübung mit 250 Verletzten und etwa 1000 Einsatzkräften wurde die Sofortrettung bei Großschadenslagen geübt.
Mitte Oktober 2021 gab Stefan Schulte, Vorstandsvorsitzender der Fraport AG, bekannt, dass das Unternehmen werde sein Sport-Sponsoring reduzieren und daher die Sponsorenrechte an der Halle abgeben werde. Mitte Dezember 2022 wurde bekannt, dass die Halle stattdessen ab dem 1. Januar 2023 den Sponsorennamen Süwag Energie Arena, nach dem Energieversorgungsunternehmen Süwag Energie, tragen würde.

## Veranstaltungen
- DFB-Hallenpokal der Frauen: 1997, 1998
- Basketball-Spiele der Skyliners Frankfurt (BBL/ProA)
- Ehemals Topspiele der HSG FrankfurtRheinMain in der 2. Handball-Bundesliga
- Frankfurt Cup (Hallenfußball-Turnier)
- Davis Cup 2014: 1. Runde – Deutschland gegen Spanien (31. Januar bis 2. Februar)
- Von der Saison 2015/16 bis zur Saison 2021/22 die Heimspiele des Männer-Volleyball-Bundesligisten United Volleys Frankfurt[6]
- Play-off-Finale der Tischtennis-Bundesliga (seit der Saison 2012/13)[7]
- Davis Cup 2019: 1. Runde – Deutschland gegen Ungarn (1. und 2. Februar)[8]
- Ultimate Tennis Showdown (UTS) vom 15. bis 17. September 2023.[9]